# SO.ON project
SO.ON project（ソーオンプロジェクト）は、滋慶学園グループの高等専修学校の生徒からなるアイドルグループ、大阪、福岡、東京、札幌、神戸、名古屋の各グループの総称。

## 概要

### SO.ON project OSAKA
大阪スクールオブミュージック高等専修学校（OSM）が運営、プロデュースを行い、メンバーは全てOSMの女子生徒からなる。同校は高等専修学校として国語・数学などの一般科目に加え、歌・ダンス・演技などの専門科目の授業を行っており、更にそれらに特化した「ダンストロフィープロジェクト」「アクティングプロジェクト」などの授業がある。その中のアイドル活動を通じて芸能活動を学び、将来、歌手、ダンサー、女優、モデルなどとしてデビューを目指すという授業が「SO.ON project」である。ライブやメディア出演の際には「私たちは同じ高校に通い、授業の一環として"アイドル"をしているリアル女子高生アイドルユニット、SO.ON projectです」と自己紹介する。
年度ごとの所属メンバー全てを「〇期生」と呼ぶ（2023年度は13期生）。同校にはいくつかのコースや専攻があるが、それに関わらず「SO.ON project」の授業を選択すれば誰もがメンバーとなる。混同されがちであるがOSMの女子生徒全てがSO.ON projectではなく、それを受講していない生徒もいる。また「芸能タレントコース・アイドル専攻」というものがあるが、それを専攻していても「SO.ON project」の授業を履修していなければメンバーではない。
同校は2学期制をとっており、その始業時に任意の授業を選択できる。学校の性質上、個人の芸能活動は認められており、芸能事務所に所属することも可能である。学内外の活動を優先するためにSO.ON projectの授業の履修を外す、あるいは休止することもあるし、並行して個人、グループとして活動することもできる。学校卒業と同時にSO.ON projectとしての活動も終了するため、個人としては最長でも3年間の期限付きの活動となる。

### SO.ON project FUKUOKA/TOKYO/NAGOYA
2015年以降、全国の滋慶学園の「高校」に相当するグループ校でも同様のカリキュラムが行われるようになり、各地区でグループが発足した。
2018年度までは大阪校、および全校グループの総称が「SO.ON project」、各グループ校は「SO.ON project FUKUOKA」、「SO.ON project TOKYO」であったが2019年度より大阪校の名称を「SO.ON project OSAKA」とし、各校並列的な扱いとなった。なお、札幌校は東京校の、神戸校、名古屋校は大阪校の支部となり、それぞれと連携した活動を行う。
2023年度より「SO.ON project OSAKA 名古屋支部」が「SO.ON project NAGOYA」に昇格。大阪の配下から離籍した。
| グループ名                   | 運営校                                                  | 活動開始年 | 期   | 備考                                         |
| ---------------------------- | ------------------------------------------------------- | ---------- | ---- | -------------------------------------------- |
| SO.ON project OSAKA          | 大阪スクールオブミュージック高等専修学校                | 2011年     | 13期 |                                              |
| SO.ON project FUKUOKA        | 福岡スクールオブミュージック高等専修学校                | 2015年     | 9期  |                                              |
| SO.ON project TOKYO          | 東京スクールオブミュージック&ダンス専門学校（高等課程） | 2016年     | 8期  |                                              |
| SO.ON project TOKYO 札幌支部 | 札幌ミュージック＆ダンス・放送専門学校（高等課程）      | 2017年     | 7期  | TOKYOと連携                                  |
| SO.ON project OSAKA 神戸支部 | 神戸・甲陽音楽ダンス&アート高等専修学校                 | 2019年     | 5期  | OSAKAと連携                                  |
| SO.ON project NAGOYA         | 名古屋スクールオブミュージック専門学校（高等課程）      | 2020年     | 4期  | 2020年後期より授業開始2022年度まで名古屋支部 |

### グループ名の由来
グループ発足当時、大阪スクールオブミュージック専門学校（高等課程）総合音楽科内のプロジェクト（授業）という位置づけだったため「総音」（ソーオン→SO.ON）と名付けられた。その後、高等課程が高等専修学校に移管され現在に至る。

## 体制
メンバーは全ていずれかのチームに所属する。また授業の履修単位である半年ごと、さらに必要に応じて不定期に行われる振り分けオーディションによって移籍する場合がある。
チームごとの衣装や楽曲が存在し、全員出演の「放課後ライブ」ではそれぞれのチームとして出演するが、人数の限られる外部のライブではチーム混成の選抜メンバーとなる。

### 10〜13期
2020年度よりOSAKA及びTOKYOを「海組」「空組」の2つに分割し、各組以下にそれぞれMY SCHOOL/high colorのチームを置く4チーム制とした。（TOKYOは12期から海空の組分けは無し）
FUKUOKAは13期から海空の組分けを開始した。

### 9期
2019年度より2チーム制が復活。
MY SCHOOL（マイスクール）
- キャッチコピー「夢と感動を届ける元気ユニット」
- チームカラーはピンク
- かわいい系、元気系の楽曲

high color（ハイカラ―）
- キャッチコピー「清楚で大胆なアーティストパフォーマンスユニット」
- チームカラーは黒
- かっこいい系、クール系の楽曲

### 6～8期
2016年度～2018年度の間、3チーム制を敷いていた。
チームの頭文字をとると「O」「S」「M」となり、紹介などはその順番で行われた。
TEAM ONE HEART（チーム ワンハート）
- キャッチコピー「笑顔はじける 青春アイドルユニット」
- チームカラーは赤
- チームのゆるキャラはウサギをモチーフにした「わんらび」
- 旧MY SCHOOLの流れを汲む、かわいい系の楽曲が中心

TEAM So−Da（チーム ソーダ）
- キャッチコピー「勇気みなぎる パワフルアイドルユニット」
- チームカラーは青
- チームのゆるキャラは猫をモチーフにした「そーにゃ」
- 旧high colorの流れを汲む、クール系の楽曲が中心（So-DaとはSong&Danceの略）

TEAM MYIDOL（チーム マイド）
- キャッチコピー「みなさまを笑顔にしてみせます！関西の星を目指す元気アイドルユニット」
- チームカラーは黄
- チームのゆるキャラは熊をモチーフにした「まどくま」
- 旧2チームとは一線を画す、元気さやバラエティー色が濃いパフォーマンスを行う

### 1～5期
- MY SCHOOL
- high color
- SCHOOL MATE（スクールメイト）
  - キャッチコピー「総勢○○人のBIG パフォーマンスユニット」
  - チームカラーは薄ピンク
  - 新入生など、上記2チームへ配属される前に所属する下位チームという位置づけ

### 役職
- 総リーダー（全国のグループを統括する。9期より新設され、12期までは大阪から選任されていたが、13期は支部格である札幌から選任）
- リーダー、副リーダー（各都市（東京と大阪は各組）ごと。8期までは大阪のリーダーが全体の統括も兼ねていた）
- チームキャプテン、副キャプテン
- 全国広報委員長（11期より新設）

（過去に設けられていた役職）
- 学級委員長（2~4期）
  - リーダーとは別に練習の出欠確認、ライブでの出演メンバー発表などを行う
- 運営本部（8期）
  - 本部長、副本部長、各都市支部長
  - 制作委員、ダンス向上委員、広報委員
    - 練習スケジュール管理、衣装管理等、内部的、実務的な事柄を担う。各期その役割は存在していたが8期のみプロフィールに明示した。

### ユニット
全メンバーが所属するチームを横断し、数人からなる選抜ユニット。専用楽曲や衣装を有する。3、5期ハイアウトは大阪校のみ、7期以降のユニットは全国選抜と各都市選抜によるものがある。メンバー構成は基本的に固定されているが、7期以降の各ユニットでは人数のみ固定でメンバーは公演ごとにオーディションで選抜される。
- ハイアウト（3期～）…「ハイクオリティなアウトロー」がコンセプト。荒々しい歌唱とダンスが特徴。
- SO.pro STARS（7期～）…「メディア出演を通じてSO.ON projectの広報活動を行うこと」を目標に掲げる。
- Unknown（9期～）…「未知」を標榜するユニット。K-POP風の世界観を持つ。

（過去に存在したユニット）
- 広報委員（4期前期、後期）…上記の役職とは違い、専用衣装を持つ選抜メンバーという位置づけ。メンバーとファンの投票によって選ばれた。
- リアル☆SPiKA（5期、6期）…ゲーム「東亰ザナドゥ」とのコラボレーションユニット。

また4期では渡辺敦子（OSM副校長、元プリンセス プリンセス）の指導の下「バンドproject」としてグループ内バンドを結成、5期では「ハイスクールマンザイ2015」出場のため数組のコンビ・トリオを結成するなど、各期内のみの限定的な活動もある。

## メンバー
前述のとおり、所属メンバーは半期ごとの授業を履修している者すべてであるが、個人の事情、活動などによって履修中止、或いは中断を経て再履修をするメンバーもいる。公式サイトにメンバー一覧が掲げられているが、これは前期、後期の開始時点でのものでリアルタイムに反映はされていない。学校の授業という性格上、一般的なアイドルのように脱退（履修中止）を逐一公にすることもない（役職メンバー等は例外的に運営から発表されることもある）。2023年3月現在、203名分の個人プロフィールページが存在するがグループ紹介等では「約450人」としている。なお、楽曲"167color"はメンバーの数が当時167人であったことに由来している。
|      | メンバー数                              | メンバー数        | メンバー数 | メンバー数 | メンバー数 | メンバー数 | メンバー数     | メンバー数                                                       | リーダー、支部長        | リーダー、支部長   | リーダー、支部長  | リーダー、支部長 | リーダー、支部長 | リーダー、支部長 | リーダー、支部長 |
| 期   | 合計                                    | 大阪              | 福岡       | 東京       | 札幌       | 神戸       | 名古屋         | 備考                                                             | 全国                    | 大阪               | 福岡              | 東京             | 札幌             | 神戸             | 名古屋           |
| ---- | --------------------------------------- | ----------------- | ---------- | ---------- | ---------- | ---------- | -------------- | ---------------------------------------------------------------- | ----------------------- | ------------------ | ----------------- | ---------------- | ---------------- | ---------------- | ---------------- |
| 1期  | 40                                      | 40                |            |            |            |            |                | 公式サイト未開設、1stシングル掲載メンバー                        |                         | 棟近知汀           |                   |                  |                  |                  |                  |
| 2期  | 33                                      | 33                |            |            |            |            |                | 以下、原則的に前期開始後、公式サイトプロフィール掲載数           |                         | 正面茉衣           |                   |                  |                  |                  |                  |
| 3期  | 73                                      | 73                |            |            |            |            |                |                                                                  |                         | 宮崎里央菜         |                   |                  |                  |                  |                  |
| 4期  | 96                                      | 96                |            |            |            |            |                |                                                                  |                         | 前田美咲           |                   |                  |                  |                  |                  |
| 5期  | 85                                      | 82                | 3*         |            |            |            |                | *福岡校のプロフィールは未掲載                                    |                         | 秋月香澄           | 松田美優          |                  |                  |                  |                  |
| 6期  | 113                                     | 76                | 16         | 21         |            |            |                |                                                                  |                         | 池田鈴佳           | 松田美優          | 中山華鈴         |                  |                  |                  |
| 7期  | 164                                     | 99                | 20         | 45         |            |            |                |                                                                  |                         | 近藤萌             | 許斐向日葵        | 大神彩           |                  |                  |                  |
| 8期  | 186                                     | 75                | 38         | 68         | 5*         |            |                | *札幌校のプロフィールは未掲載                                    |                         | 浅野里華           | 高山晏優佳        | 市村春花         |                  |                  |                  |
| 9期  | 216                                     | 87                | 51         | 67         | 10         | 1          |                |                                                                  | 髙木美桜                | 北村茉結子         | 田口彩花          | 觸澤蒼楽         |                  |                  |                  |
| 10期 | 241                                     | 97                | 48         | 77         | 7          | 12         |                | 2020年12月時点                                                   | 坂口萌花                | 【海組】田井香菜穂 | 渡邉鈴音          | 【海組】市川美玲 |                  |                  |                  |
| 10期 | 241                                     | 97                | 48         | 77         | 7          | 12         | 【空組】藤本凪 | 2020年12月時点                                                   | 坂口萌花                | 【空組】武田結楽   | 渡邉鈴音          |                  |                  |                  |                  |
| 11期 | 255                                     | 86                | 48         | 74         | 5          | 24         | 18             | 2022年3月時点（除く札幌の1,2年生）                               | 若松ひかる              | 【海組】野原夏海   | 小田真香          | 大山絢           | 竹谷ななは       |                  |                  |
| 11期 | 255                                     | 86                | 48         | 74         | 5          | 24         | 18             | 2022年3月時点（除く札幌の1,2年生）                               | 【広報委員長】 関根菜月 | 【空組】武石心愛   | 小田真香          | 幡本希愛羅       | 竹谷ななは       |                  |                  |
| 12期 |                                         | 96                | 30         | 48         |            | 15         | 14             | 2023年3月時点（札幌は全メンバー未発表、大阪以外の1年生は未発表） | 小坂実優                | 【海組】井上 叶望  | 児玉夢奈→梅沢結生 | 北川瑠夏         | 津田ひとみ       | 大槻暖           |                  |
| 12期 | 【空組】齊藤心                          | 96                | 30         | 48         |            | 15         | 14             | 2023年3月時点（札幌は全メンバー未発表、大阪以外の1年生は未発表） | 小坂実優                |                    | 児玉夢奈→梅沢結生 | 北川瑠夏         | 津田ひとみ       | 大槻暖           |                  |
| 12期 | 【広報委員長】 安田空未 徳永日和 薮妃菜 | 96                | 30         | 48         |            | 15         | 14             | 2023年3月時点（札幌は全メンバー未発表、大阪以外の1年生は未発表） | 小坂実優                |                    | 児玉夢奈→梅沢結生 | 北川瑠夏         | 津田ひとみ       | 大槻暖           |                  |
| 13期 |                                         |                   |            |            |            |            |                |                                                                  | 渡辺昴                  | 宮本未憂           | 中溝愛音          | 矢倉七彩         | 渡辺昴           | 長見萌那         | 伊藤理歩         |
| 13期 | 【広報委員長】 田邊仁愛                 | 【海組】 権藤澪   |            |            |            |            |                |                                                                  |                         |                    | 中溝愛音          | 矢倉七彩         | 渡辺昴           | 長見萌那         | 伊藤理歩         |
| 13期 | 【広報委員長】 田邊仁愛                 | 【空組】 山口莉依 |            |            |            |            |                |                                                                  |                         |                    | 中溝愛音          | 矢倉七彩         | 渡辺昴           | 長見萌那         | 伊藤理歩         |

## 活動
一般的なアイドルと同様、それぞれの地域で開催されるライブハウスや大学の学園祭、イベントへ出演している。卒業或いは兼任メンバーが所属するグループの主催公演へ客演することもある。また、非公開で入学希望者向け体験授業、学内向けイベント出演、青少年関連のイベント出演や災害被災地、福祉施設への慰問なども行われている。
全てのライブ、イベントの出演メンバーは毎回、授業内のオーディションによって選抜される。1つの楽曲をパフォーマンスする人数は固定されておらずその都度変わり、センターを含む立ち位置も変わる。「放課後ライブ」と称する定期ライブは基本的に全員出演するが、楽曲ごとの出演、立ち位置、歌パート割なども全てオーディションで決定される。
定期的に主催ライブを行っており、概要は以下の通り。

### 放課後ライブ
2013年10月より、OSM校舎内にあるライブスペース（LS-1）で全員が出演するライブが定期開催されるようになった。原則的に月に1回、観覧無料であった。
2015年5月、観客数の増加、並びに滋慶学園グループのYES THEATER運営への参画によって、同劇場を放課後ライブの会場とすることとなった。全員出演、月1回は変わらないが有料とされた。また入学、進級時期である4月、卒業単独公演が開催される2月、メンバーが多く出演するミュージカル「明日への扉」の開催直前の9月は開催されない場合が多い。また多くは2部構成で、本公演と呼ばれることもある2部に対し、1部は夏祭り、運動会、1年生公演、次期役職発表などの様々な企画が行われる。
通常のアイドルライブに倣い、ライブ後には「特典会」が催される。CDやグッズなどの物品購入に応じて特典券が付与され、握手、サイン、写真（チェキ）撮影などの交流が行われる。
2016年度より福岡、東京でそれぞれのメンバー全員が出演する放課後ライブが学内のライブスペースにておよそ隔月ペースで開催されている。それ以前は選抜メンバーが数名、大阪校の公演に参加していた。
2019年8月、大阪、福岡、東京校からの選抜メンバーによる「SO.ON project 全国選抜ライブ」を行った。全国選抜メンバー混合の学年別、チーム別、ユニット別の楽曲が披露された。
2019年9月、神戸・甲陽音楽ダンス&アート専門学校（高等専修学校）の開校、神戸支部の発足に伴い「SO.pro OSAKA 放課後LIVE 番外編 ～出張放課後LIVE～」 公演を行った。
2020年7月、10期生2回目となる放課後ライブではそれまでの内容が異なる2部制ではなく、「海組」「空組」それぞれの独立した公演が行われた。
2021年11月に神戸支部、2022年9月に名古屋、札幌支部が各支部初の放課後ライブを行った。各支部の放課後ライブに他支部のメンバーが出演することは時折あるが、12期全国総リーダー小坂はその任期中に全6都市の公演への出演を果たした。
前述の通り大阪のYES THEATERでの公演には度々各支部から数名が参加することがあったが、2023年1月、YES THEATERで名古屋支部の全メンバーによる出張公演が行われた。大阪を除く各支部が自校以外で放課後ライブを行ったのはこれが初めてだった。

### 卒業単独公演
高等専修学校の卒業は3月末であり、一般の高校と同様に卒業式が行われる（非公開）。3年生メンバーはそれに伴いグループを離れるが、SO.ON projectとしての活動の区切りとして規模の大きな会場でのライブを開催する。それに動員目標を設定し、1年間の目標として活動することもあった。多くは2月に行われ、進路の関係でこれが最終活動になるメンバーがいる一方、3月の放課後ライブまで活動するメンバーもいる。体験授業を経てSO.ON projectの履修を希望している次期入学内定の中学3年生もバックダンサーで数曲参加する。
2017年度より福岡、東京でも学外の会場にてそれぞれの単独公演が開催されるようになる。
2019年度の大阪校Zepp公演はグループ結成時からゆかりのある沖縄県、首里城の大規模火災、焼失を受け、姉妹ユニットDA'sとチャリティーライブを共催した。

### ヒストリーライブ
2020年度に10期生の節目を迎え、2021年2月27日、これまで発表された全曲を「SO.ON project 10期生 ヒストリーライブ ～10年間の軌跡、そして未来へ～」と題した公演を行った。2020年度後期から授業を開始した名古屋支部を含む全国メンバーによるもので、YES THEATERと各校スタジオを中継で結び、Youtubeにて生配信（無観客）を行った。
総合司会に星加莉佐を迎え、各校ごとに担当楽曲を割り振り、数曲は同時中継で発表した。また一部楽曲については過去映像のダイジェストとして対応した。既発表の全68曲に加え、新たな2曲も発表された。

### 2020~2023年の新型コロナウイルス感染症の蔓延による影響
2020年2月頃より外部イベントの中止が相次ぎ、学校行事も縮小、中止を余儀なくされた。グループ史上初の3都市Zepp公演（Zepp Namba、Zepp Fukuoka、Zepp DiverCity）開催の予定であったが、2月8日の大阪（上記）、23日の福岡公演は実施されたものの、3月13日の東京公演を中止した。また3月23日の9期生最後の放課後ライブ（YES THEATER）も中止した。
4月7日の政府の緊急事態宣言の発令にともない、SNSを除いた活動を休止した。「授業の一環」としては学校自体が休校となり登校、集合してレッスンができなくなり、「アイドル」としてはライブが自粛され、ラジオ番組の収録も滞った。例年であれば4月の沖縄国際映画祭参加を皮切りに、5月には年度第1回目の放課後ライブが開催されていたがそれも見送られた。
以降、政府や自治体より発令される緊急事態宣言及びまん延防止等重点措置、自粛要請を受け、活動の縮小や変更を行った。10期生として有観客で行ったライブは「SO.ON project OSAKA放課後LIVE vol.59〜10期生1回目〜」（6月）、「SO.ON project TOKYO 放課後LIVE vol.17」（10月）のみで、それを除いた公演は開催見送り、或いは無観客の配信形式で行われた。なお有観客公演も座席の間隔を取り、観客のマスク着用、消毒、検温、声援の禁止などの配慮を行い、楽曲の振り付けもソーシャル・ディスタンスに配慮したものに変更した。また2019年に発表されたhigh colorの楽曲"pandemic"は社会情勢を鑑み、曲名を"Over the wolrd"とし、歌詞の一部も変更することが発表された。
11月1日、初の「オンラインお話会」が大阪で開催された。ライブ後にサインや写真撮影を行う「特典会」を自粛しており、それらに代わるものとして、Web会議サービス Zoomを用い、ファンが事前に指名したメンバーと1対1で会話をするという試みであり、月1回程度の頻度で続けられている。また不定期でTiktokを用いた少人数によるトーク配信も行われている。
2021年10月、およそ1年ぶりとなる11期生としては初の有観客での放課後ライブがYES THEATERで開催されたが、学校内でライブを行う東京は規制解除後も慎重な姿勢を続け無観客配信、福岡は開催自体を見送りと、それぞれの学校によって対応が異なっている。
2021年12月、ドバイ万博（アラブ首長国連邦）に2025年開催予定の大阪・関西万博のPR活動のため派遣が予定されており、大阪・関西万博のプレイベントで発表されたが、世界的な感染拡大状況を考慮し派遣は中止された。
2022年2月に予定されていたZepp NAMBA（大阪）、豊洲PIT（東京）の卒業公演は無観客配信とされ、Zepp FUKUOKA（福岡）公演は中止された。
2022年、第6波の収束状況を踏まえ、各地での外部ライブではマスクなしでのパフォーマンス、マスク着用での特典会が行われるようになった。7月の大阪の放課後ライブではライブ後の会場で対面での特典会が再開され、東京でも学校内で放課後ライブが再開、特典会も行われた。しかし第7波の拡大を受け、同月に出演が予定されていたRAD JAM（名古屋）は出演キャンセル、福岡の放課後ライブは無観客配信と各校の対応が分かれた。
2022年11月、予定されていた東京の放課後ライブが開演直前、関係者が濃厚接触者と判明した為に中止された。コロナ禍において事前に中止、延期はあったものの、当日の開演時刻となったタイミングでの初の直前中止だった。片や同月の名古屋の放課後ライブはコロナ禍以降、全国に先駆けて初めて、舞台と客席との間にアクリル板を設けず、出演者もマスクを外しての公演となった。
2023年2月のZepp FUKUOKA（福岡）、3月の豊洲PIT（東京）の各都市卒業公演では観客のマスク着用を前提として声援が解禁された。また3月の大阪ラスト放課後ライブでも同様の対応がされた。3月、国のマスク着用指針が個人の判断とされたことを受け、5月の名古屋の放課後ライブよりマスク着用は問わず、また声援の規制もなくなった。各地区ではコロナ禍以前の状況に戻りつつあったが、7月開催予定の「SO.ON project OSAKA 放課後LIVE vol.81」は発熱者が多数発生の為、開催延期となった。

## 略歴
一般的なライブ、イベントの記述は省略。特記無きものは全て大阪校の出演。

### 2011年度（1期生）
- 4月 1期生として授業開始
- 11月 @JAM 2011（新木場STUDIO COAST）
- 1月 卒業進級制作展 We are OSM（グランキューブ大阪）
- 2月 総音ライブ（OSM）
- 3月 卒業ライブ
- 3月 沖縄国際映画祭

### 2012年度（2期生）
- 6月 @JAM the Field アイドルコレクション Vol.1（DUO MUSIC EXCHANGE）
- 6月 プロ野球 「オリックス・バファローズ vs 東京ヤクルトスワローズ」（京セラドーム大阪）
- 8月 Yes fmレギュラーラジオ番組 「じゃんぐる♥レディOh!」放送開始
- 8月 SUMMER SONIC2012 OSAKA（舞洲サマーソニック大阪特設会場）
- 2月 We are OSM 高等専修学校 （Zepp Namba）
- 3月 仙台復興支援ライブ（藤崎百貨店前）
- 3月 沖縄国際映画祭

### 2013年度（3期生）
- 7月 YouTubeドキュメンタリー番組「リアル女子高生アイドル学科SO.pro！[6]」配信開始
- 8月 SUMMER SONIC2013 OSAKA
- 9月 大握手会（阪急西宮ガーデンズ）
- 10月 トーンジュエル「♪願いを叶えるピンキーリング♪ ～大阪初ワンマンライブ～」（minamihorie ZERO）
- 10月 放課後LIVE vol.1
- 10月 大阪マラソンEXPO 2013（インテックス大阪）
- 10月 大阪市長杯世界スーパージュニアテニス選手権大会（靱テニスセンター）
- 2月 SO.ON project単独公演 ～第３期生卒業公演2014～」（Zepp Namba）
- 3月 沖縄国際映画祭

### 2014年度（4期生）
- 6月 「めざせ！トップアイドル あるある甲子園」※2次予選進出
- 8月 TOKYO IDOL FESTIVAL2014
- 8月 「未来のカケラ／エビバディGO!」発売記念イベント（東京ドームシティ ラクーア、千里セルシー）※Rev.from DVLとの合同開催
- 8月 @JAM EXPO 2014（横浜アリーナ）
- 10月 京都国際映画祭（元・立誠小学校）
- 11月 奈良大芸術祭「県民きらめきステージ」（イオンモール大和郡山）
- 11月 第4回 国際紅白歌合戦（吹田市文化会館）
- 12月 Kawaiian TV開局記念生放送SP LIVE
- 12月 Kawaiian TV「Kawaiianくらびぃー！」「新・リアル女子高生アイドル学科 SO.pro！」開始
- 2月 SO.ON project単独公演 〜第４期生卒業公演2015〜（オリックス劇場）
- 2月 「ミライスカート定期公演エピソード７」（京都METRO）
- 3月 仙台公演
- 3月 沖縄国際映画祭
- 3月 上海ライブ

### 2015年度（5期生）
- 4月 福岡校、授業開始
- 4月 YES THEATER グランドオープンスペシャルイベント「ミナミアイドルフェスティバル」
- 6月 老码头夏至音乐祭（上海）
- 7月 Kawaiian TV「SO.ON projectの大阪城へGO MY WAY!」開始
- 8月 ハイスクールマンザイ2015※漫才コンビとして
- 8月 「さんみゅ〜LIVE2015 純白行脚〜夏〜 in 大阪 with SO.ON project」（YES THEATER）
- 8月 SUMMER SONIC2015 OSAKA
- 9月 FM OSAKA「SO.ON projectのGO!GO!ラジオ!!」開始
- 9月 ミラノ国際博覧会 （ミラノ万博）（ミラノ万博日本館）※大阪ミラノ親善大使[7] の委嘱を受けた
- 9月 東京ゲームショウ2015※リアル☆SPiKAとして
- 10月 京都国際映画祭（京都市役所前広場/元・立誠小学校）
- 10月 日本女子博覧会2015・秋
- 11月 奈良大芸術祭「県民きらめきステージ」（イオンモール大和郡山）
- 11月 「スルースキルズ 東名阪で罵って in OSAKA」（LIVE SQUARE 2nd LINE）
- 11月 上海ライブ
- 12月 「SO.ON project 放課後LIVE vol.23〜大放課後LIVEクリスマススペシャル〜」（Zepp Namba）
- 1月 Carat ONEMAN Tour「IMAGINES」（梅田Zeela）
- 4月 SO.ON project大阪城ホール公演（大阪城ホール）※当年度はOSM卒業式、SO.ON project卒業公演ともに2016年4月に行われた

### 2016年度（6期生）
- 4月 東京校、授業開始
- 4月 沖縄国際映画祭
- 7月 Kawaiian TV「SO.ON projectのREAL SOUL!!」開始
- 8月 SUMMER SONIC2016 OSAKA
- 9月 東京ゲームショウ2016※リアル☆SPiKAとして
- 10月 京都国際映画祭（京都市役所前広場/イオンモールKYOTO）
- 11月 奈良大芸術祭「県民きらめきステージ」（イオンモール大和郡山）
- 11月 KANSAI IDOL LEAGUE 第1節に参加※最終順位は6位
- 12月 「SO.ON project FUKUOKA 放課後LIVE vol.00」（福岡スクールオブミュージック高等専修学校）
- 2月 「SO.ON project単独公演 〜第6期生卒業公演2017〜」（Zeppなんば大阪）
- 3月 「SO.ON project TOKYO 放課後LIVE vol.00」（東京スクールオブミュージック＆ダンス専門学校）

### 2017年度（7期生）
- 4月 札幌校、授業開始
- 4月 沖縄国際映画祭
- 5月 KissBee WEST「First Kiss –番外編-」（HEP HALL）
- 7月 GIRLS POP STAR 新生代女子力 in SHANGHAI（上海）※KANSAI IDOL LEAGUE 第1節 中間特典によるもの
- 9月 奈良大芸術祭「県民きらめきステージ」（イオンモール大和郡山）
- 10月 京都国際映画祭（岡崎公園/イオンモールKYOTO）
- 10月 熊本城・くまもと復興祈念～ TKUの日2017（熊本城 二の丸広場一帯）※福岡校
- 11月 KANSAI IDOL LEAGUE 第2節に参加※最終順位は3位
- 12月 「ベリーグッドマン てっぺんとるぞ宣言ツアー2017-18 超好感男と貴方」（オリックス劇場、福岡市民会館、愛知県芸術劇場、中野サンプラザ）※各都府県の会場に選抜メンバーがバックダンサーとして参加（愛知は大阪校）
- 2月 さっぽろ雪まつり※札幌校
- 2月 「SO.ON project 単独公演 〜第7期生卒業公演2018〜」（Zeppなんば大阪）
- 3月 「SO.ON project FUKUOKA 単独公演 放課後LIVE vol.5 ～３年生ラストライブ～」（イムズホール）
- 3月 「SO.ON project TOKYO 単独公演 放課後LIVE vol.4 ～３年生ラストライブ～」（白金高輪SELENE b2）

### 2018年度（8期生）
- 4月 沖縄国際映画祭※SO.pro STARSとして
- 4月 第1回 関西IRショーケース（ナレッジ・キャピタル コングレコンベンションセンター）
- 7月 愛踊祭2018～あいどるまつり～国民的アニメソングカバーコンテスト（さいたま市民会館うらわ/スカラエスパシオ/大阪府立男女共同参画青少年センター）※関東、九州、関西の各エリア代表決定戦に東京、福岡、大阪校がそれぞれ出場
- 7月 カルチャーナイト マジックアワー・ライブ（北海道庁赤れんが庁舎）※札幌支部に加え、東京1名、大阪2名
- 8月 SUMMER SONIC2018※大阪校約100人に福岡、東京の選抜メンバー
- 9月 奈良大芸術祭「県民きらめきステージ」（イオンモール大和郡山）
- 9月 The Creators 2018（福岡市役所 西側ふれあい広場）※福岡校
- 10月 京都国際映画祭（岡崎公園/イオンモールKYOTO）
- 10月 熊本城・くまもと復興祈念～ TKUの日2018（熊本城 二の丸広場一帯）※福岡校
- 10月 「Chu-Z大阪定期公演～各駅停車chu～」（OSAKA MUSE）
- 10月 第8回 国際紅白歌合戦（国立オリピック記念青少年総合センター）※東京校
- 11月 ゴールドリボンジョイ＆ウォーク2018 in 大阪（大阪城音楽堂）
- 11月 エキスポシティKURU-KURUダンスFesta 2018（ららぽーとEXPOCITY）
- 1月 第15回 神戸震災復興フリーライブ ONE HEART（新長田1番街商店街）
- 12月 「ベリーグッドマン "てっぺんとるぞ2019"~超好感男は大阪城へ~」（大阪城ホール）※全国からの選抜メンバーがバックダンサーとして参加
- 2月  バスケットボールB2リーグ「西宮ストークス vs 東京八王子ビートレインズ」（神戸常盤アリーナ）
- 2月 「SO.ON project 単独公演 〜第8期生卒業公演2019〜」（Zeppなんば大阪）
- 3月 「SO.ON project FUKUOKA単独公演 放課後LIVE vol.9 〜３年生ラストライブ〜」（イムズホール）
- 3月 「SO.ON project TOKYO放課後LIVE vol.10 〜３年生ラストライブ〜」（Zeppダイバーシティ東京）

### 2019年度（9期生）
- 4月 神戸校、授業開始
- 4月 沖縄国際映画祭※大阪、福岡、東京より3名ずつの選抜メンバー
- 5月 Rakuten LIVE「SO.ON projectの放課後トーク！」開始
- 6月 江崎グリコ「スキパニスマイル スキパニ大賞」特別賞 ※大阪校[8]
- 8月 SUMMER SONIC2019 ※全国選抜メンバー（大阪20人、福岡12人、東京18人）
- 8月 SO.ON project 全国選抜ライブ（YES THEATER）※同日開催のSUMMER SONIC出演メンバー
- 9月 奈良大芸術祭「県民きらめきステージ」（イオンモール大和郡山）
- 9月 MUSIC CITY TENJIN 2019（福岡市役所 西側ふれあい広場）※福岡校
- 10月 第9回 国際紅白歌合戦（国立オリピック記念青少年総合センター）※東京校
- 10月 京都国際映画祭
- 10月 第2回 エキスポシティKURU-KURUダンスFesta 2019（ららぽーとEXPOCITY）
- 11月 創エネ・あかりパーク2019（恩賜上野動物園）※東京校
- 12月 福岡モーターショー2019 ※福岡校
- 1月 バスケットボールB2リーグ「西宮ストークス vs 東京エクセレンス」（西宮市立中央体育館）
- 1月 第16回 神戸震災復興フリーライブ ONE HEART（新長田1番街商店街）
- 2月 「DA's／SO.ON project OSAKA 2020 Zepp公演〜沖縄に笑顔を 首里城に夢を〜」（Zeppなんば大阪）
- 2月 さっぽろ雪まつり※札幌支部
- 2月 「SO.ON project FUKUOKA 2020 Zepp公演」（Zepp 福岡）

### 2020年度（10期生）
- 6月 「史上初！おうちdeオンライン学園祭2020」（配信）
- 9月 エキスポシティKURU-KURUダンスFesta（オンライン参加）※SO.pro STARS OSAKA
- 10月 京都国際映画祭（オンライン参加）※SO.pro STARS OSAKA
- 2月 「SO.ON project 10期生 ヒストリーライブ ～10年間の軌跡、そして未来へ～」（配信）（YES THEATER、福岡、東京、札幌、神戸、名古屋校）

### 2021年度（11期生）
- 6月 「全国学園祭」（配信）（大阪、福岡、東京、札幌、神戸校）
- 6月 RAD JAM（愛知県国際展示場）※名古屋校
- 9月「ベリーグッドマン 超好感祭2021〜"ナツノオモイデ" リリースパーティー編〜」（舞洲スポーツアイランド 空の広場）※大阪校の選抜メンバーがバックダンサーとして出演
- 10月 Teens Dream Live（配信）※OSMで例年開催されている外部非公開のイベントだが、当年に限りWeb配信を行った
- 10月 京都国際映画祭（オンライン参加）※大阪校 選抜メンバー
- 11月 居留地文化祭 KOBE2021 秋（神戸外国人居留地、三井住友銀行 神戸営業部前）※神戸支部
- 11月 海辺の学園祭（ベイサイドプレイス博多埠頭）※福岡校（同イベントスペースで開催されている「海辺の発表会」枠にてFSMの学園祭として、クワイヤーやダンスなど他のプロジェクトと一連で開催）
- 11月 中之島ウィンターパーティー 〜Road to EXPO 2025〜（中之島公園）※大阪校（ドバイ万博派遣予定メンバー）
- 12月 「首里城復興支援ライブ〜 SO.ON project × ティンクティンク × 花＊花 〜」（カラハーイ（沖縄県））※大阪校、東京校選抜
- 2月「We are OSM! We are DA! We are OSM高等専修学校! 卒業・進級制作展2022 SO.ON project OSAKA公演」（Zepp Namba）※無観客配信
- 2月「SO.ON project TOKYO放課後LIVE vol.24 〜11期生３年生ラストライブ〜」（豊洲PIT）※無観客配信
- 3月 能古島国際映画祭2022（のこのしまアイランドパーク）※福岡校

### 2022年度（12期生）
- 4月 BSよしもと「滝.ON projecTV」開始
- 4月 沖縄国際映画祭※大阪、福岡、東京、神戸からの選抜メンバー
- 7月 Kobe Love Port・みなとまつり（メリケンパーク）※神戸支部
- 9月 「ベリーグッドマン 超好感祭2022〜史上最強のビーチパーティー編〜」（SENNAN LONG PARK）
- 9月 奈良県みんなでたのしむ大芸術祭「県民きらめきステージ」（イオンモール橿原）
- 9月 プロ野球「オリックス・バファローズvs北海道日本ハムファイターズ」（京セラドーム大阪）※オープニングアクト
- 9月 「LIVE STAND 22-23 OSAKA」（大阪城ホール）
- 9月 B.LEAGUE B1プレシーズンマッチ「大阪エヴェッサvs滋賀レイクスターズ」（KTM河本工業総合体育館）※オープニングアクト
- 10月「RKBカラフルフェス2022～ミライにつなぐ秋まつり～『シャボン玉石けんpresents ハイスクールダンスステージ』」（RKB放送会館/福岡タワー前）※福岡校選抜メンバー
- 2月「We are SSM SAPPORO! SO.ON project LIVE」（Zepp Sappro）※札幌支部
- 2月「we are KOYO！ SO.ON project OSAKA 神戸支部公演」（神戸文化ホール 大ホール）※神戸支部
- 2月「DA’s／SO.ON project OSAKA Zepp公演」（Zepp NAMBA）
- 2月「SO.ON project FUKUOKA 放課後LIVE vol.19 ～3年生ラストライブ in Zepp Fukuoka～」（Zepp Fukuoka）※福岡校
- 3月「We are NSM!」（名古屋市青少年文化センター アートピア・ホール）※名古屋支部
- 3月「SO.ON project TOKYO放課後LIVE vol.24 〜11期生3年生ラストライブ〜」（豊洲PIT）※東京校

### 2023年度（13期生）
- 4月 沖縄国際映画祭※大阪、福岡、東京、札幌からの選抜メンバー
- 6月 プロ野球「オリックス・バファローズvs読売ジャイアンツ」（京セラドーム大阪）※オープニングアクト
- 6月 RAD JAM（愛知県国際展示場）※名古屋校
- 7月 J2リーグ「東京ヴェルディvsＶ・ファーレン長崎」（味の素スタジアム）※オープニングアクト、東京校
- 7月 フェスタつきさっぷ（つきさっぷ中央公園）※札幌支部
- 7月 Kobe Love Port・みなとまつり（メリケンパーク）※神戸校
- 7月 堺大魚夜市（大浜公園）
- 8月 道頓堀盆おどり インターナショナル2023　～DOTONBORI BON-DANCE INTERNATIONAL～（とんぼりリバーウォーク）
- 8月 新さっぽろ夏まつり（ふれあい広場あつべつ）※札幌支部
- 8月 なごやエンタメ祭り（久屋大通公園 光の広場）※名古屋校
- 9月 関東サッカーリーグ「東京23FC VS ジョイフル本田つくばFC」（スピアーズえどりくフィールド）※試合前パフォーマンス、東京校
- 9月 Xリーグ「福岡SUNS vs IBMビッグブルー」（福岡県営春日公園球技場）※ウェルカムパフォーマンス、福岡校
- 9月 奈良県みんなでたのしむ大芸術祭「県民きらめきステージ」（イオンモール橿原）
- 10月 京都国際映画祭（イオンモール久御山）
- 10月 名古屋まつり（久屋大通公園 エンゼル広場、エディオン久屋広場）※名古屋校、LaV
- 11月 神戸マラソン（市民広場）※フィニッシュステージ、神戸校

## ディスコグラフィー
一部の楽曲はMVとは異なる、YES THEATERなどステージにスクリーンを備えた会場で歌唱する際にプロジェクター投影をする専用のCG映像がある。
同時にチームや地域別で収録内容やジャケットが異なるものを数種類を制作、発売しているが、公式サイトではそれらをまとめて「第○弾」と表現している。
| 発売順   | 規格品番                                                                                                 | 年月日         | タイトル                                        | 収録曲                             | 名義（チーム）              | 作詞                                      | 作曲                                                | 編曲                                      | 備考 |
| -------- | --- | -------------- | ----------------------------------------------- | ---------------------------------- | --------------------------- | ----------------------------------------- | --------------------------------------------------- | ----------------------------------------- | --- |
| シングル | |                |                                                 |                                    |                             |                                           |                                                     |                                           | |
| １       | SOON-0001/SOON-0001d                                                                                     | 2012年3月      | SO.ON project “MY SCHOOL”                       | GO MY WAY!                         | MY SCHOOL                   | ツキダタダシ                              | ツキダタダシ                                        | ツキダタダシ                              | DVD付き |
| １       | SOON-0001/SOON-0001d                                                                                     | 2012年3月      | SO.ON project “MY SCHOOL”                       | GENKAIガール                       | MY SCHOOL                   | ツキダタダシ                              | ツキダタダシ                                        | ツキダタダシ                              | DVD付き |
| １       | SOON-0002/SOON-0002d                                                                                     | 2012年3月      | SO.ON project “high color”                      | give me a break                    | high color                  | N.G.Fellowship                            | N.G.Fellowship                                      | N.G.Fellowship                            | DVD付き |
| １       | SOON-0002/SOON-0002d                                                                                     | 2012年3月      | SO.ON project “high color”                      | world is yours                     | high color                  | N.G.Fellowship                            | N.G.Fellowship                                      | N.G.Fellowship                            | DVD付き |
| 2        | SOON-0003*                                                                                               | 2013年8月9日   | Rise up／ HEY YOU！                             | Rise up                            | high color                  | N.G.Fellowship                            | N.G.Fellowship                                      |                                           | |
| 2        | SOON-0003*                                                                                               | 2013年8月9日   | Rise up／ HEY YOU！                             | HEY YOU！                          | MY SCHOOL                   | ツキダタダシ                              | ツキダタダシ                                        |                                           | |
| 2        | SOON-0003*                                                                                               | 2013年8月9日   | Rise up／ HEY YOU！                             | It's OK                            | SCHOOL MATE                 | KOSH                                      | KOSH                                                | KOSH                                      | |
| 3        | SOON-0004*                                                                                               | 2013年11月27日 | テノヒラ／ never ever…                          | テノヒラ                           | MY SCHOOL                   | ツキダタダシ                              | ツキダタダシ                                        |                                           | |
| 3        | SOON-0004*                                                                                               | 2013年11月27日 | テノヒラ／ never ever…                          | never ever...                      | high color                  | 和田耕平                                  | 和田耕平/ 浜崎州平                                  |                                           | |
| 3        | SOON-0004*                                                                                               | 2013年11月27日 | テノヒラ／ never ever…                          | 夢のPiece                          | SCHOOL MATE                 |                                           |                                                     |                                           | |
| 4        | SOON-0009*                                                                                               | 2014年8月13日  | 未来のカケラ／ エビバディGO!                    | 未来のカケラ                       | high color                  | 和田耕平                                  | 和田耕平                                            |                                           | |
| 4        | SOON-0009*                                                                                               | 2014年8月13日  | 未来のカケラ／ エビバディGO!                    | エビバディGO!                      | MY SCHOOL                   | ツキダタダシ                              | ツキダタダシ                                        |                                           | 2019年度より東京の“都市曲” |
| 4        | SOON-0009*                                                                                               | 2014年8月13日  | 未来のカケラ／ エビバディGO!                    | 軌跡                               | SO.ON project               | T.B.L                                     | T.B.L/ 浜崎州平                                     | 浜崎州平                                  | |
| 5        | SOON-0011                                                                                                | 2015年7月25日  | 恋するサマー／ 終わらない世界 -whole new world- | ひらりふわり**                     | MY SCHOOL                   | ツキダタダシ                              | 和田耕平                                            |                                           | |
| 5        | SOON-0011                                                                                                | 2015年7月25日  | 恋するサマー／ 終わらない世界 -whole new world- | 恋するサマー**                     | MY SCHOOL                   | ツキダタダシ                              | ツキダタダシ                                        |                                           | |
| 5        | SOON-0011                                                                                                | 2015年7月25日  | 恋するサマー／ 終わらない世界 -whole new world- | 終わらない世界 -whole new world-** | high color                  | 和田耕平                                  | 和田耕平                                            |                                           | |
| 6        | SOON-0012*                                                                                               | 2015年9月26日  | 青春流星群／fire                                | 青春流星群                         | MY SCHOOL                   | ツキダタダシ（Guiter:井上央一）           | ツキダタダシ（Guiter:井上央一）                     | ツキダタダシ（Guiter:井上央一）           | |
| 6        | SOON-0012*                                                                                               | 2015年9月26日  | 青春流星群／fire                                | fire                               | high color                  | KOSH                                      | KOSH                                                | KOSH                                      | |
| 6        | SOON-0012*                                                                                               | 2015年9月26日  | 青春流星群／fire                                | Step by Step                       | ハイアウト                  | KOSH                                      | KOSH                                                | KOSH                                      | |
| 7        | SOON-0013*                                                                                               | 2015年12月2日  | お願い！Ring My Bell／ leave me alone           | お願い！Ring My Bell               | MY SCHOOL                   | ツキダタダシ                              | ツキダタダシ                                        | 和田耕平                                  | |
| 7        | SOON-0013*                                                                                               | 2015年12月2日  | お願い！Ring My Bell／ leave me alone           | leave me alone                     | high color                  | 和田耕平                                  | 和田耕平                                            | 和田耕平                                  | |
| 7        | SOON-0013*                                                                                               | 2015年12月2日  | お願い！Ring My Bell／ leave me alone           | Xmas Season                        | SO.ON project               | KOSH                                      | KOSH                                                | KOSH                                      | |
| 8        | SOON-0014*                                                                                               | 2016年2月3日   | 冒険者たちよ／ let’s get started                | 冒険者たちよ                       | MY SCHOOL                   | ツキダタダシ                              | ツキダタダシ                                        | ツキダタダシ                              | |
| 8        | SOON-0014*                                                                                               | 2016年2月3日   | 冒険者たちよ／ let’s get started                | let’s get started                  | high color                  | N.G.Fellowship                            | N.G.Fellowship                                      | N.G.Fellowship                            | |
| 8        | SOON-0014*                                                                                               | 2016年2月3日   | 冒険者たちよ／ let’s get started                | コダマ                             | SO.ON project               | ツキダタダシ                              | ツキダタダシ                                        | 浜崎州平                                  | |
| 9        | SOON-0015                                                                                                | 2016年4月21日  | 背のびジェネレーション／ 碧の花束               | 背のびジェネレーション             |                             |                                           |                                                     |                                           | |
| 9        | SOON-0015                                                                                                | 2016年4月21日  | 背のびジェネレーション／ 碧の花束               | 碧の花束                           |                             |                                           |                                                     |                                           | |
| 10       | SOON-0016（大阪） SOON-0017（東京） SOON-0018（福岡）                                                    | 2016年8月28日  | 乙女症候群／ no regret／ Love Love Lovely☆      | 乙女症候群                         | TEAM ONE HEART              | ツキダタダシ                              | ツキダタダシ                                        | ツキダタダシ                              | 東京・大阪・福岡 各都市別ジャケット |
| 10       | SOON-0016（大阪） SOON-0017（東京） SOON-0018（福岡）                                                    | 2016年8月28日  | 乙女症候群／ no regret／ Love Love Lovely☆      | no regret                          | TEAM So-Da                  | 和田耕平                                  | 和田耕平                                            | 和田耕平                                  | 東京・大阪・福岡 各都市別ジャケット |
| 10       | SOON-0016（大阪） SOON-0017（東京） SOON-0018（福岡）                                                    | 2016年8月28日  | 乙女症候群／ no regret／ Love Love Lovely☆      | Love Love Lovely☆                  | TEAM MYIDOL                 | 和田耕平                                  | 和田耕平                                            | 和田耕平                                  | 東京・大阪・福岡 各都市別ジャケット |
| 11       | SOON-0019（大阪） SOON-0020（東京） SOON-0021（福岡）                                                    | 2016年12月23日 | 七色の橋                                        | 七色の橋                           | [東京Ver]                   | 広沢タダシ（Strings Programming：佐藤亘） | 広沢タダシ（Strings Programming：佐藤亘）           | 広沢タダシ（Strings Programming：佐藤亘） | 東京・大阪・福岡 各都市別ジャケット 七色の橋は全都市メンバー参加（3形態共通） |
| 11       | SOON-0019（大阪） SOON-0020（東京） SOON-0021（福岡）                                                    | 2016年12月23日 | 七色の橋                                        | 夢のPiece                          | [東京Ver]                   |                                           |                                                     |                                           | 東京・大阪・福岡 各都市別ジャケット 七色の橋は全都市メンバー参加（3形態共通） |
| 11       | SOON-0019（大阪） SOON-0020（東京） SOON-0021（福岡）                                                    | 2016年12月23日 | 七色の橋                                        | コダマ                             | [東京Ver]                   | ツキダタダシ                              | ツキダタダシ                                        | 浜崎州平                                  | 東京・大阪・福岡 各都市別ジャケット 七色の橋は全都市メンバー参加（3形態共通） |
| 11       | SOON-0019（大阪） SOON-0020（東京） SOON-0021（福岡）                                                    | 2016年12月23日 | 七色の橋                                        | 七色の橋                           | [大阪Ver]                   | 広沢タダシ（Strings Programming：佐藤亘） | 広沢タダシ（Strings Programming：佐藤亘）           | 広沢タダシ（Strings Programming：佐藤亘） | 東京・大阪・福岡 各都市別ジャケット 七色の橋は全都市メンバー参加（3形態共通） |
| 11       | SOON-0019（大阪） SOON-0020（東京） SOON-0021（福岡）                                                    | 2016年12月23日 | 七色の橋                                        | Step by Step                       | [大阪Ver]                   | KOSH                                      | KOSH                                                | KOSH                                      | 東京・大阪・福岡 各都市別ジャケット 七色の橋は全都市メンバー参加（3形態共通） |
| 11       | SOON-0019（大阪） SOON-0020（東京） SOON-0021（福岡）                                                    | 2016年12月23日 | 七色の橋                                        | 碧の花束                           | [大阪Ver]                   |                                           |                                                     |                                           | 東京・大阪・福岡 各都市別ジャケット 七色の橋は全都市メンバー参加（3形態共通） |
| 11       | SOON-0019（大阪） SOON-0020（東京） SOON-0021（福岡）                                                    | 2016年12月23日 | 七色の橋                                        | 七色の橋                           | [福岡Ver]                   | 広沢タダシ（Strings Programming：佐藤亘） | 広沢タダシ（Strings Programming：佐藤亘）           | 広沢タダシ（Strings Programming：佐藤亘） | 東京・大阪・福岡 各都市別ジャケット 七色の橋は全都市メンバー参加（3形態共通） |
| 11       | SOON-0019（大阪） SOON-0020（東京） SOON-0021（福岡）                                                    | 2016年12月23日 | 七色の橋                                        | It’s OK                            | [福岡Ver]                   | KOSH                                      | KOSH                                                | KOSH                                      | 東京・大阪・福岡 各都市別ジャケット 七色の橋は全都市メンバー参加（3形態共通） |
| 11       | SOON-0019（大阪） SOON-0020（東京） SOON-0021（福岡）                                                    | 2016年12月23日 | 七色の橋                                        | 軌跡                               | [福岡Ver]                   | T.B.L                                     | T.B.L/ 浜崎州平                                     | 浜崎州平                                  | 東京・大阪・福岡 各都市別ジャケット 七色の橋は全都市メンバー参加（3形態共通） |
| 12       | SOON-0022（東京） SOON-0023（大阪3年生） SOON-0024（大阪2年生） SOON-0025（大阪1年生） SOON-0026（福岡） | 2017年7月22日  | 167color／ 東京dreamer／ 純情Rock’n Roll Girl   | 167color                           | SO.ON project               | SO.ON project/ ツキダタダシ               | ツキダタダシ                                        |                                           | 大阪（1,2,3年）・東京・福岡 各都市、学年別ジャケット （※収録内容は5形態共通） 167colorは「いろんなカラー」と読む。 メンバーの入江詩歩亜（現：Shifa）が考案。 各タイトル曲はメンバーからキーワードを募って楽曲化した。 |
| 12       | SOON-0022（東京） SOON-0023（大阪3年生） SOON-0024（大阪2年生） SOON-0025（大阪1年生） SOON-0026（福岡） | 2017年7月22日  | 167color／ 東京dreamer／ 純情Rock’n Roll Girl   | 東京dreamer                        | SO.ON project TOKYO         | SO.ON project TOKYO/ 和田耕平             | 和田耕平                                            |                                           | 大阪（1,2,3年）・東京・福岡 各都市、学年別ジャケット （※収録内容は5形態共通） 167colorは「いろんなカラー」と読む。 メンバーの入江詩歩亜（現：Shifa）が考案。 各タイトル曲はメンバーからキーワードを募って楽曲化した。 |
| 12       | SOON-0022（東京） SOON-0023（大阪3年生） SOON-0024（大阪2年生） SOON-0025（大阪1年生） SOON-0026（福岡） | 2017年7月22日  | 167color／ 東京dreamer／ 純情Rock’n Roll Girl   | 純情Rock’n Roll Girl               | SO.ON project FUKUOKA       | SO.ON project FUKUOKA/ ツキダタダシ       | ツキダタダシ                                        |                                           | 大阪（1,2,3年）・東京・福岡 各都市、学年別ジャケット （※収録内容は5形態共通） 167colorは「いろんなカラー」と読む。 メンバーの入江詩歩亜（現：Shifa）が考案。 各タイトル曲はメンバーからキーワードを募って楽曲化した。 |
| 12       | SOON-0022（東京） SOON-0023（大阪3年生） SOON-0024（大阪2年生） SOON-0025（大阪1年生） SOON-0026（福岡） | 2017年7月22日  | 167color／ 東京dreamer／ 純情Rock’n Roll Girl   | somebody                           | SO.pro STARS                | 和田耕平                                  | 和田耕平                                            |                                           | 大阪（1,2,3年）・東京・福岡 各都市、学年別ジャケット （※収録内容は5形態共通） 167colorは「いろんなカラー」と読む。 メンバーの入江詩歩亜（現：Shifa）が考案。 各タイトル曲はメンバーからキーワードを募って楽曲化した。 |
| 13       | SOON-0027（ONE HEART） SOON-0028（So-Da） SOON-0029（MYIDOL）                                            | 2018年3月4日   | Dear My Future／ 情熱Dive／ 斬新ng LIFE         | Dear My Future                     | TEAM ONE HEART              | ツキダタダシ                              | ツキダタダシ                                        | ツキダタダシ                              | 各チーム別（タイトル曲違いの3形態） |
| 13       | SOON-0027（ONE HEART） SOON-0028（So-Da） SOON-0029（MYIDOL）                                            | 2018年3月4日   | Dear My Future／ 情熱Dive／ 斬新ng LIFE         | 情熱Dive                           | TEAM So-Da                  | ツキダタダシ                              | 井上央一                                            | 井上央一                                  | 各チーム別（タイトル曲違いの3形態） |
| 13       | SOON-0027（ONE HEART） SOON-0028（So-Da） SOON-0029（MYIDOL）                                            | 2018年3月4日   | Dear My Future／ 情熱Dive／ 斬新ng LIFE         | 斬新ng LIFE                        | TEAM MYIDOL                 | 和田耕平                                  | 和田耕平                                            | 和田耕平                                  | 各チーム別（タイトル曲違いの3形態） |
| 13       | SOON-0027（ONE HEART） SOON-0028（So-Da） SOON-0029（MYIDOL）                                            | 2018年3月4日   | Dear My Future／ 情熱Dive／ 斬新ng LIFE         | Stargazer                          | SO.pro STARS                | ツキダタダシ                              | AKIO BEATS、ツキダタダシ、浜崎州平、マイケル☆パンチ | AKIO BEATS、浜崎州平、マイケル☆パンチ     | 各チーム別（タイトル曲違いの3形態） |
| 13       | SOON-0027（ONE HEART） SOON-0028（So-Da） SOON-0029（MYIDOL）                                            | 2018年3月4日   | Dear My Future／ 情熱Dive／ 斬新ng LIFE         | アシアト                           | SO.ON project               | KOSH                                      | KOSH                                                | KOSH                                      | 各チーム別（タイトル曲違いの3形態） |
| 14       | SOON-0030***                                                                                             | 2019年12月22日 | ヒビケ／pandemic                                | ヒビケ                             | MY SCHOOL                   |                                           |                                                     |                                           | |
| 14       | SOON-0030***                                                                                             | 2019年12月22日 | ヒビケ／pandemic                                | pandemic                           | high color                  |                                           |                                                     |                                           | 曲名を"Over the wolrd"に変更。（CDそのものは変わらず） |
| アルバム | |                |                                                 |                                    |                             |                                           |                                                     |                                           | |
| 1        | SOON-0005*                                                                                               | 2014年2月12日  | 卒業アルバム2014 〜夢のPiece〜                  | never ever...                      | high color                  | 和田耕平                                  | 和田耕平/ 浜崎州平                                  |                                           | 「絆」には渡辺敦子が参加。 team GO.ONはSO.ON projectとは別プロジェクトだが、 発足当時兼任メンバーが多数在籍していた。 その後、学校の所管を離れ活動終了。                                                              |
| 1        | SOON-0005*                                                                                               | 2014年2月12日  | 卒業アルバム2014 〜夢のPiece〜                  | テノヒラ                           | MY SCHOOL                   | ツキダタダシ                              | ツキダタダシ                                        |                                           | 「絆」には渡辺敦子が参加。 team GO.ONはSO.ON projectとは別プロジェクトだが、 発足当時兼任メンバーが多数在籍していた。 その後、学校の所管を離れ活動終了。                                                              |
| 1        | SOON-0005*                                                                                               | 2014年2月12日  | 卒業アルバム2014 〜夢のPiece〜                  | GO MY WAY!（long ver.）            | MY SCHOOL                   | ツキダタダシ                              | ツキダタダシ                                        |                                           | 「絆」には渡辺敦子が参加。 team GO.ONはSO.ON projectとは別プロジェクトだが、 発足当時兼任メンバーが多数在籍していた。 その後、学校の所管を離れ活動終了。                                                              |
| 1        | SOON-0005*                                                                                               | 2014年2月12日  | 卒業アルバム2014 〜夢のPiece〜                  | give me a break 2013               | high color                  | N.G.Fellowship                            | N.G.Fellowship                                      |                                           | 「絆」には渡辺敦子が参加。 team GO.ONはSO.ON projectとは別プロジェクトだが、 発足当時兼任メンバーが多数在籍していた。 その後、学校の所管を離れ活動終了。                                                              |
| 1        | SOON-0005*                                                                                               | 2014年2月12日  | 卒業アルバム2014 〜夢のPiece〜                  | GENKAIガール                       | MY SCHOOL                   | ツキダタダシ                              | ツキダタダシ                                        |                                           | 「絆」には渡辺敦子が参加。 team GO.ONはSO.ON projectとは別プロジェクトだが、 発足当時兼任メンバーが多数在籍していた。 その後、学校の所管を離れ活動終了。                                                              |
| 1        | SOON-0005*                                                                                               | 2014年2月12日  | 卒業アルバム2014 〜夢のPiece〜                  | world is yours                     | high color                  | N.G.Fellowship                            | N.G.Fellowship                                      |                                           | 「絆」には渡辺敦子が参加。 team GO.ONはSO.ON projectとは別プロジェクトだが、 発足当時兼任メンバーが多数在籍していた。 その後、学校の所管を離れ活動終了。                                                              |
| 1        | SOON-0005*                                                                                               | 2014年2月12日  | 卒業アルバム2014 〜夢のPiece〜                  | It's OK                            | SCHOOL MATE                 | KOSH                                      | KOSH                                                | KOSH                                      | 「絆」には渡辺敦子が参加。 team GO.ONはSO.ON projectとは別プロジェクトだが、 発足当時兼任メンバーが多数在籍していた。 その後、学校の所管を離れ活動終了。                                                              |
| 1        | SOON-0005*                                                                                               | 2014年2月12日  | 卒業アルバム2014 〜夢のPiece〜                  | セナカアワセ                       | ハイアウト                  |                                           |                                                     |                                           | 「絆」には渡辺敦子が参加。 team GO.ONはSO.ON projectとは別プロジェクトだが、 発足当時兼任メンバーが多数在籍していた。 その後、学校の所管を離れ活動終了。                                                              |
| 1        | SOON-0005*                                                                                               | 2014年2月12日  | 卒業アルバム2014 〜夢のPiece〜                  | Don't stop lovin'                  | team GO.ON                  |                                           | 後藤次利                                            | 後藤次利                                  | 「絆」には渡辺敦子が参加。 team GO.ONはSO.ON projectとは別プロジェクトだが、 発足当時兼任メンバーが多数在籍していた。 その後、学校の所管を離れ活動終了。                                                              |
| 1        | SOON-0005*                                                                                               | 2014年2月12日  | 卒業アルバム2014 〜夢のPiece〜                  | 絆〜大切な人へ〜                   | SCHOOL MATE                 |                                           |                                                     |                                           | 「絆」には渡辺敦子が参加。 team GO.ONはSO.ON projectとは別プロジェクトだが、 発足当時兼任メンバーが多数在籍していた。 その後、学校の所管を離れ活動終了。                                                              |
| 1        | SOON-0005*                                                                                               | 2014年2月12日  | 卒業アルバム2014 〜夢のPiece〜                  | HEY YOU!                           | MY SCHOOL                   | ツキダタダシ                              | ツキダタダシ                                        |                                           | 「絆」には渡辺敦子が参加。 team GO.ONはSO.ON projectとは別プロジェクトだが、 発足当時兼任メンバーが多数在籍していた。 その後、学校の所管を離れ活動終了。                                                              |
| 1        | SOON-0005*                                                                                               | 2014年2月12日  | 卒業アルバム2014 〜夢のPiece〜                  | Rise up                            | high color                  | N.G.Fellowship                            | N.G.Fellowship                                      |                                           | 「絆」には渡辺敦子が参加。 team GO.ONはSO.ON projectとは別プロジェクトだが、 発足当時兼任メンバーが多数在籍していた。 その後、学校の所管を離れ活動終了。                                                              |
| 1        | SOON-0005*                                                                                               | 2014年2月12日  | 卒業アルバム2014 〜夢のPiece〜                  | 夢のPiece                          | SCHOOL MATE                 |                                           |                                                     |                                           | 「絆」には渡辺敦子が参加。 team GO.ONはSO.ON projectとは別プロジェクトだが、 発足当時兼任メンバーが多数在籍していた。 その後、学校の所管を離れ活動終了。                                                              |
| 1        | SOON-0005*                                                                                               | 2014年2月12日  | 卒業アルバム2014 〜夢のPiece〜                  | （トーク「SO.proレディOh!!」収録） |                             |                                           |                                                     |                                           | 「絆」には渡辺敦子が参加。 team GO.ONはSO.ON projectとは別プロジェクトだが、 発足当時兼任メンバーが多数在籍していた。 その後、学校の所管を離れ活動終了。                                                              |
| 2        | | 2015年2月7日   | 卒業アルバム2015 〜軌跡〜                       | never ever...                      | high color                  | 和田耕平                                  | 和田耕平/ 浜崎州平                                  |                                           | Apple Music配信限定 STARS、絆はメンバーからキーワードを募って楽曲化した。 |
| 2        | テノヒラ                                                                                                 | 2015年2月7日   | 卒業アルバム2015 〜軌跡〜                       | MY SCHOOL                          | ツキダタダシ                | ツキダタダシ                              |                                                     |                                           | Apple Music配信限定 STARS、絆はメンバーからキーワードを募って楽曲化した。 |
| 2        | 未来のカケラ                                                                                             | 2015年2月7日   | 卒業アルバム2015 〜軌跡〜                       | high color                         | 和田耕平                    | 和田耕平                                  |                                                     |                                           | Apple Music配信限定 STARS、絆はメンバーからキーワードを募って楽曲化した。 |
| 2        | エビバディGO!                                                                                            | 2015年2月7日   | 卒業アルバム2015 〜軌跡〜                       | MY SCHOOL                          | ツキダタダシ                | ツキダタダシ                              |                                                     |                                           | Apple Music配信限定 STARS、絆はメンバーからキーワードを募って楽曲化した。 |
| 2        | our life                                                                                                 | 2015年2月7日   | 卒業アルバム2015 〜軌跡〜                       | high color                         | N.G.Fellowship              | N.G.Fellowship                            |                                                     |                                           | Apple Music配信限定 STARS、絆はメンバーからキーワードを募って楽曲化した。 |
| 2        | オタマジャクシ                                                                                           | 2015年2月7日   | 卒業アルバム2015 〜軌跡〜                       | MY SCHOOL                          | ツキダタダシ                | ツキダタダシ                              |                                                     |                                           | Apple Music配信限定 STARS、絆はメンバーからキーワードを募って楽曲化した。 |
| 2        | go straight!                                                                                             | 2015年2月7日   | 卒業アルバム2015 〜軌跡〜                       | high color                         | N.G.Fellowship              | N.G.Fellowship                            |                                                     |                                           | Apple Music配信限定 STARS、絆はメンバーからキーワードを募って楽曲化した。 |
| 2        | STARS | 2015年2月7日   | 卒業アルバム2015 〜軌跡〜                       | MY SCHOOL                          | SO.ON project/ ツキダタダシ | 和田耕平                                  |                                                     |                                           | Apple Music配信限定 STARS、絆はメンバーからキーワードを募って楽曲化した。 |
| 2        | 早く大人になりたい！                                                                                     | 2015年2月7日   | 卒業アルバム2015 〜軌跡〜                       | SCHOOL MATE                        | ツキダタダシ                | ツキダタダシ                              |                                                     |                                           | Apple Music配信限定 STARS、絆はメンバーからキーワードを募って楽曲化した。 |
| 2        | 絆〜大切な人へ〜**                                                                                       | 2015年2月7日   | 卒業アルバム2015 〜軌跡〜                       | SO.ON project                      | SO.ON project               | 平地孝次                                  |                                                     |                                           | Apple Music配信限定 STARS、絆はメンバーからキーワードを募って楽曲化した。 |
| 2        | 軌跡**                                                                                                   | 2015年2月7日   | 卒業アルバム2015 〜軌跡〜                       | SO.ON project                      | T.B.L                       | T.B.L/ 浜崎州平                           | 浜崎州平                                            |                                           | Apple Music配信限定 STARS、絆はメンバーからキーワードを募って楽曲化した。 |

* 全国流通盤
** CD及びデジタル配信（Amazon Music Unlimited）
*** CD及びApple Music、LINE MUSIC、Spotifyにて配信
| No. | タイトル                         | 公開日＊       |
| --- | -------------------------------- | -------------- |
| 1   | Go My Way！                      | 2011年11月12日 |
| 2   | give me a break                  | 2011年11月12日 |
| 3   | So On! Go On!                    | 2012年8月3日   |
| 4   | world is yours                   | 2012年8月3日   |
| 5   | HEY YOU！                        | 2013年7月25日  |
| 6   | Rise up                          | 2013年7月25日  |
| 7   | It's OK                          | 2013年8月1日   |
| 8   | テノヒラ                         | 2013年11月11日 |
| 9   | never ever...                    | 2013年11月11日 |
| 10  | エビバディGO!                    | 2014年7月11日  |
| 11  | 未来のカケラ                     | 2014年7月11日  |
| 12  | 終わらない世界 -whole new world- | 2014年7月25日  |
| 13  | 恋するサマー                     | 2014年8月16日  |
| 14  | 青春流星群                       | 2017年11月23日 |
| 15  | fire                             | 2017年11月23日 |
| 16  | Step by Step                     | 2017年11月23日 |
| 17  | お願い! Ring My Bell             | 2017年11月23日 |
| 18  | leave me alone                   | 2017年11月23日 |
| 19  | 七色の橋                         | 2017年11月23日 |
| 20  | 絆～大切な人へ～                 | 2017年11月23日 |
| 21  | ヒビケ                           | 2019年12月25日 |
| 22  | pandemic                         | 2019年12月25日 |
| 23  | dear girls                       | 2022年12月18日 |

＊Youtubeの更新日（楽曲の発表日とは異なる）

### 非音源化楽曲
- overture（ライブ登場曲、インストゥルメンタル）
- OPENING（「津々浦々」と称され、大規模ライブのオープニングなどで披露される、チアーやフラッグパフォーマンスを伴う校歌風のマーチ曲）
- my girl
- baby your love
- Life goes on
- song for you
- プライド（ハイアウト）
- 桃源郷（ハイアウト）
- 21st Century Girls（楽曲発表当時の新入生が2001年生まれだったことに由来し、毎年1年生が歌うことが恒例となっている）
- Don't wake me up（ソロボーカル曲。バンド演奏を前提としており、竹崎友香が明日への扉の劇中バンドで歌唱した他、前述のバンドprojectで演奏された）
- ミナミへGO!（「エビバディGO!」の歌詞を大阪、ミナミを愛するという内容に変えた楽曲。主に大阪市関連のイベント（ミラノ万博など）で歌われる。2019年度より大阪の“都市曲”）
- ハカタへGO!（福岡の“都市曲”として「エビバディGO!」の歌詞をローカライズしたもの）
- Sugar Sugar Baby（Unknown）
- Baby Shaky Love（Unknown）
- ウミノウタ/ソラノウタ（海組/空組のチーム曲、歌詞はメンバーの合作）
- 魔法（ハイアウト）
- アイノハネ
- dear girls（high color）
- キラキラ（MY SCHOOL）
- Dancing in the Rain（MY SCHOOL）
- ナゴヤへGO!（名古屋の“都市曲”として「エビバディGO!」の曲に、名古屋メンバーが考案した歌詞、振りをつけた楽曲）
- Take You Higher!（神戸支部）（神戸支部オリジナル楽曲。振り付けは神戸のメンバーで行った。）

## 出演
ゲスト出演を除く。

### テレビ
- ライバラ！（2023年10月 -、BSよしもと 不定期放送）※大阪校選抜。#2は15名で出演し、コーナーのアシスタントMCにウィリアム・ティアラ。

### ラジオ
- じゃんぐるレディ♥Oh!（2012年8月 -、YES-fm 毎週水・金曜）※大阪メンバーが出演に加え、水曜は福岡、金曜は東京メンバーのコーナーがある。2020年度以降、福岡、東京コーナーは休止。

### ミュージックビデオ
- とにかくこの瞬間だけはアイドルになりたくて（ベリーグッドマン - 2017年）※MV出演は東京メンバー、各地のツアーで同曲のバックダンサーとして東京、大阪、福岡のメンバーが参加[10]。

### 映画
- 「ドキュメンタリー SO.ON project」 アイドル学科を専攻するリアル女子高生たちの記録2011-14（監督 安達澄子 - 2014年）※第6回沖縄国際映画祭（2014年3月）にて特別上映。

### 終了分
（テレビ）
- 新 リアル女子高生アイドル学科 SO.pro!（2014年12月 - 2015年5月、Kawaiian TV）
- Kawaiianくらびぃー！（2014年12月 - 2015年5月、Kawaiian TV）※Kawaiian TV発足時の生放送帯番組。毎週水曜日を担当し、東京スタジオから大阪校メンバー3名が生出演
- SO.ON projectの大阪城へGO MY WAY!（2015年5月 - 2016年3月、Kawaiian TV）※YES THEATERより公開生放送
- KANSAI IDOL LEAGUE （2016年11月 - 2018年5月、Kawaiian TV）
- SO.ON projectのREAL SOUL!!（2016年4月25日 - 2019年11月4日 、Kawaiian TV/ニコニコ生放送 月1回、第1月曜）※2017年度までは大阪メンバーが出演し、YES-fmサテライトスタジオにて公開生放送。2018年度より東京メンバーに大阪・福岡校のメンバーを加え、Kawaiian TV東京スタジオにて生放送。
- 滝.ON projecTV（2022年4月 - 2023年3月、 BSよしもと 毎月第2土曜）※全国から選抜メンバー数名が出演。（MC：滝音）

（ラジオ）
- SO.ON projectのGO!GO!ラジオ!!（2016年、FM OSAKA）
- 和田侑也のハイスクWish（2020年10月 - 2022年3月、KBCラジオ 毎週水曜（火曜深夜））※番組内コーナー「Viva高校生！ハイスクRADIO[11]」を福岡メンバー2名が交代で担当。2021年3月の音楽特別番組「JAバンク福岡presents KBC MusicWish」にも選抜メンバー7名で生出演し2曲を歌唱。

（CM）
- 天神コア WebCM「蛍の光 天神コアver.」[12][13]※福岡校
- EXPOCITY Web・施設内CM「KURU-KURUダンス 2019」※大阪校

（インターネット配信）
- SO.ON projectの放課後トーク！（2019年5月 - 2021年3月、Rakuten LIVE 毎週火・金曜）※火曜は大阪、金曜は東京メンバーが校内より生配信を行う。※2020年4月より休止、2020年11月より再開。2021年4月のRakuten LIVEサービス終了に伴い配信も終了。
- タージンのSO.pro発見!! （2020年7月 - 2021年4月、Youtube 不定期）※タージンによる大阪メンバーのインタビュー番組。放課後ライブの舞台裏や学内での取材など。全5回。
- リアルJKアイドルSO.ON projectの放送室（2021年1月 - 2021年7月、UUUM 音声配信ソーシャルアプリ「REC.」）※ 火曜は大阪、木曜は東京、土曜は福岡メンバーによる番組形式の音声を配信。

## スタッフ
主体は高等専修学校の教員、職員（外部委託含む）である。すなわちプロデューサー、マネージャーであり、メンバーからすれば「先生」でもある。また、姉妹校である大阪スクールオブミュージック専門学校、大阪ダンス・俳優&舞台芸術専門学校（以下、2校を合わせOSM/DA専門学校）にはエンターテイメントビジネスや舞台製作を学ぶ授業があり、その一環としてSO.ON projectのスタッフとしてライブに帯同したり、イベント等の企画に携わっている。特に外部のライブハウスと同等の設備である学内のライブスペースやYES THEATERで行われるライブやイベントの運営、技術スタッフは大半が専門学生である。つまり彼らの実地訓練の場としてもSO.ON projectは活用されている。

## 発展
SO.ON projectの同様の手法を用い、OSM/DA専門学校の授業（プロジェクト）として女性ダンスボーカルグループの「MADONNA project」が立ち上がった。現在は専門学生と卒業生からなる「DA's」（ダズ）として活動している。FSMにも発足し、OSMと相互交流がある。
また、同様に専門学生男子による「音猿 project」を発足、現在は高等専修生を加えて「DANSeeds PROJECT」として発展させており、FSMでは「DANCing project」が作られている。

## SO.ON project LaV
2021年9月、バーチャルアイドルプロジェクト“SO.ON project LaV”（ラブイ）が発足。3名のキャラクターデザイン、ロゴデザインを関連校である「OCA大阪デザイン＆ITテクノロジー専門学校」の生徒が行い、オリジナル楽曲およびMVも制作された。Vtuberとして各キャラクターの声、動作を担当する人物は明かされていないが、年度替わりに「アップデート」という表現でキャラクターの外見、学年等の設定はそのままに実際の人物は交代する。
初配信には関根菜月も実写映像の合成という形で参加し、毎週1名がyoutube配信を行っている。
2023年9月、羽月風花が加入。キャラクターデザインは「東京スクールオブミュージック＆ダンス専門学校 高等課程」の生徒が行い、名古屋市のカフェ「oimo café imomi」の公式VTuberとしても活動を行う。

### メンバー
- 姫乃果実（ひめの このみ、高校3年）
- 小熊千歌（おぐま ちか、高校2年）
- 黒川光希（くろかわ みつき、高校1年）
- 羽月風花（はづき・ふうか、高校2年）

### 楽曲
- SYNC LINK LIVE!!（2021年9月）
- 星を目指して（2021年12月）
- キズナノツバサ（2023年2月）
- Shining Hope（2023年9月）
- Connect The Smile（2023年12月）

各配信サイト、並びにSO.ON projectの各公演の物販（SONOCAカード）で販売。
MVはYoutubeで配信される。「SYNC LINK LIVE!!」は静止画のスライドショーであったが、「星を目指して」は2Dモデルの口やまぶたが動く簡易アニメーション、「キズナノツバサ」では3DCGモデルがフルモーションキャプチャによってリアルなアイドルの振り付けを行うものになっている。

### イベント・ライブ
Vtube関連イベントでの展示、バーチャルイベントへの出演などが行われており、SO.ON project公演のライブ会場のスクリーンに3D映写されることもある。2023年6月の東京の放課後ライブでは会場エントランスにモニター、カメラなどを設置し、黒川光希と観客がリアルタイムで"対面で"会話をする試みが行われた。
2023年10月に開催された名古屋まつりのステージにおいてNAGOYAのリアルメンバーと共演。その際、荒川聖恋、福永ゆい、堀池公月がLaVのコスチュームを着用し、パフォーマンスを行った。
2023年11月、オンラインゲーム「フォートナイト」内の仮想空間（メタバース）に制作されたオリジナルマップにてライブを開催した。その際、LaVの楽曲に加え、"SO.ON project"の楽曲もパフォーマンスした。